# جون س. هيربست
جون س. هيربست (بالإنجليزية: John C. "Pappy" Herbst)‏ هو مهندس أمريكي، ولد في 25 سبتمبر 1909 في North County ‏ في الولايات المتحدة، وتوفي في 4 يوليو 1946 في ديل مار في الولايات المتحدة.